# Chersotis jordanovi
Chersotis jordanovi là một loài bướm đêm trong họ Noctuidae.